# Kubok Ukraïny 1999-2000
La Kubok Ukraïny 1999-2000 (in ucraino Кубок України?) fu la 9ª edizione del torneo. La competizione iniziò l'11 marzo 2000 e terminò il 27 maggio 2000.

## Sedicesimi di finale
| Squadra 1                     | Risultato       | Squadra 2                    |
| ----------------------------- | --------------- | ---------------------------- |
| Torpedo Zaporizhia            | –               | Dinamo Kiev                  |
| Kherson                       | 1 – 0           | Chornomorets Odessa          |
| Stal Alchevsk                 | 0 – 2           | CSKA Kiev                    |
| Zakarpattia Uzhhorod          | 1 – 2           | Metalurh Donetsk             |
| Polissya Zhytomyr             | 2 – 5           | Vorskla Poltava              |
| Polihraftekhnika Oleksandriya | 0 – 1           | Kryvbas Kryvyi Rih           |
| FC Lviv                       | 4 – 0           | Metalurh Mariupol            |
| Metalurh Nikopol              | 1 – 1 (1–3 dcr) | Zirka Kirovohrad             |
| Volyn Lutsk                   | 1 – 3           | Dnipro                       |
| SC Mykolaiv                   | 1 – 2           | Shakhtar Donetsk             |
| Yavir-Sumy                    | 1 – 2           | Tavriya Simferopol           |
| FC Vinnytsia                  | 2 – 2 (4–2 dcr) | Metalist Kharkiv             |
| Obolon Kiev                   | 0 – 1           | Nyva Ternopil                |
| Borysfen Boryspil             | 0 – 0 (3–1 dcr) | Prykarpattia Ivano-Frankivsk |
| Čerkasy                       | 1 – 2           | Karpaty Lviv                 |
| Naftovyk Okhtyrka             | 0 – 2           | Metalurh Zaporizhia          |

## Ottavi di finale
| Squadra 1           | Risultato | Squadra 2          |
| ------------------- | --------- | ------------------ |
| CSKA Kiev           | 2 – 1     | Vorskla Poltava    |
| Dinamo Kiev         | 4 – 0     | Kherson            |
| Metalurh Donetsk    | 2 – 3     | Kryvbas Kryvyi Rih |
| FC Nyva Ternopil    | 1 – 2     | Karpaty Lviv       |
| Metalurh Zaporizhia | 3 – 0     | Tavriya Simferopol |
| Shakhtar Donetsk    | 5 – 0     | Borysfen Boryspil  |
| Zirka Kirovohrad    | 2 – 0     | FC Vinnytsia       |
| FC Lviv             | 1 – 0     | Dnipro             |

## Quarti di finale
| Squadra 1           | Risultato       | Squadra 2        |
| ------------------- | --------------- | ---------------- |
| Metalurh Zaporizhia | 3 – 0           | Karpaty Lviv     |
| Zirka Kirovohrad    | 0 – 0 (6–5 dcr) | Shakhtar Donetsk |
| FC Lviv             | 1 – 4           | Dinamo Kiev      |
| Kryvbas Kryvyi Rih  | 1 – 0           | CSKA Kiev        |

## Semifinali
| Squadra 1           | Risultato | Squadra 2        |
| ------------------- | --------- | ---------------- |
| Metalurh Zaporizhia | 1 – 6     | Dinamo Kiev      |
| Kryvbas Kryvyi Rih  | 2 – 1     | Zirka Kirovohrad |

## Finale
| Arbitro: | Valeriy Onufer (Užhorod) |

|               |           |  |
| Chackevič 44’ | Marcatori |  |